# Profil (Band)

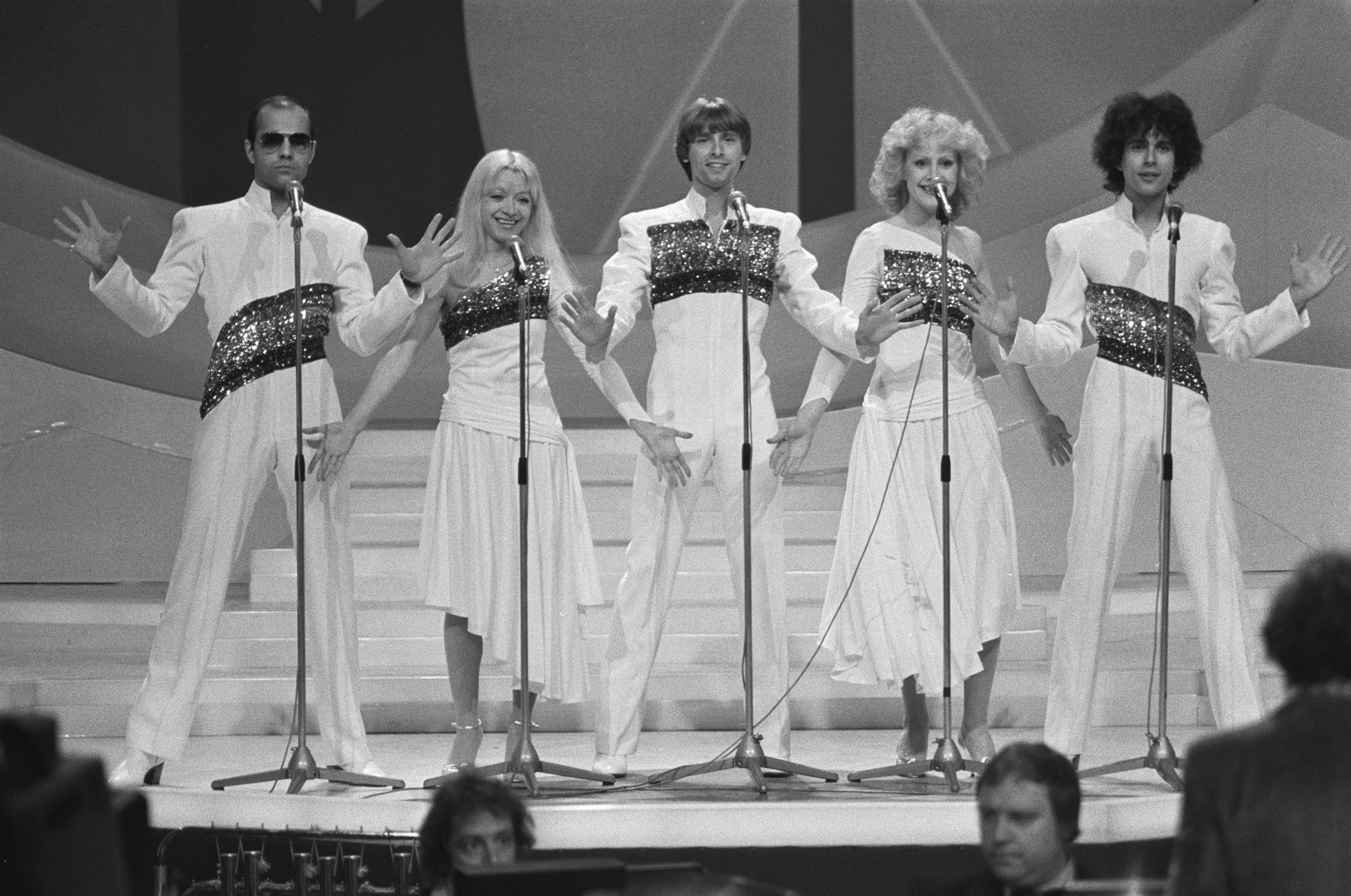
Profil beim Eurovision Song Contest 1980

Profil war eine Band, die am Eurovision Song Contest 1980 in Den Haag für das Land Frankreich antrat.

## Werdegang
Ihr Schlager Hé, hé m’sieurs dames (dt.: Hey hey, meine Damen und Herren) erreichte den 11. Platz mit 45 Punkten.
Die Band bestand aus den Sängern Martine Havet, Martine Bauer, Francis Rignault, Jean-Claude Corbel (* 12. Januar 1953; † 20. April 1996) und Jean-Pierre Izbinski.